# ショーン・ヘルナンデス
ショーン・ヘルナンデス（Shawn Hernandez、1973年2月11日 - ）は、アメリカ合衆国の男性レスラー。テキサス州ヒューストン出身。ヘルナンデス(Hernandez)のリングネームでAAA、TNAなどの団体で活動していることで知られている。
鍛え抜かれた筋肉とタトゥーが特徴。

## 来歴

### キャリア初期（1996-2003）
アリーナフットボールの経験を積み、テキサス・レスリング・アカデミーにてタグボート・テイラー、ルディー・ボーイ・ゴンザレスの下でトレーニングを受け、1996年にテキサスオールスター・レスリング（Texas All-Star Wrestling）にてプロレスデビュー。
2000年から2001年にかけてWWFでジョバーとして働き、ダークマッチにも出場していた。TNAのダークマッチにも出場しつつテキサスオール・レスリング、エクストリーム・テキサスレスリング（Extreme Texas Wrestling）、NWAサウスウェストにも出場していた。
2001年になるとNWAで活動をし始め、同年10月13日にはフロリダ州のセントピーターズバーグで行われたNWA20周年記念大会でケビン・ノースカットに勝ち、NWAナショナルヘビー級王座を手に入れタイトルを1年以上保持。しかし、翌年の1月11日、リッキー・マードックに負けタイトルを失った。その約4ヶ月後の5月3日にホルヘ・エストラーダに勝利し、NWA北米ヘビー級王座を手に入れたが、その約4ヶ月後の9月28日にハワイでJ.T.ウルフェンに負けタイトルを失った。
2003年にTNAと契約するまでには、カート・アングルを真似たオマージュレスラーとして、日本の全日本プロレスやZERO-ONEで試合をしたり、ROHで活動をしていた。当時はプロ後に獲得したアマチュアレスリングの州チャンピオンのメダルを掲げて入場していた。

### TNA（2003-2014）

#### エリート・ガード（2003-2004）
2003年11月22日のTNA Xplosionにて登場、シェーン・ダグラスと対戦するも負ける。その後、04年の6月16日にチャド・コーリー、オニキスと共にエリート・ガード（Elite Guard）として再登場し、3LK（3Live Kru）と二ヶ月以上の抗争を繰り広げ、7月14日にエリート・ガードはジェフ・ジャレットとケン・シャムロックと組み、ダスティ・ローデス、ラリー・ズビスコ、3LKの10人ダックマッチで対決するも負け、同年9月までにヘルナンデスを含むエリート・ガードは全員解雇されてしまう。解雇されたあとはテキサスの様々なインディー団体を活動の場としていた。

#### LAX（2006-2008）
06年の3月にTNAと新しい契約を結び、3月31日のTNA XplosionにてホミサイドとコナンでLAX、ラテン・アメリカ・エクスチェンジ（The Latin American Xchange）を結成した。
8月24日のTNA Imapct!にてNWA世界タッグチーム王座を賭けた試合でヘルナンデスとホミサイドは、王座組のAJスタイルズとクリストファー・ダニエルズとのハードコア形式で戦い、激戦の末勝利しタイトルを獲得するも、9月24日のNo Surrenderにて前王者組みのリマッチに敗北し、タイトルを手放してしまう。しかし、10月22日のBound for Gloryにて再びタイトルを獲得する。
タイトル再獲得後はアメリカズ・モスト・ウォンテッド（クリス・ハリスとジェームズ・ストームのタッグ）との抗争を経てチーム3Dとも抗争し、PPVで何回も試合を繰り返し、07年4月のLockdownにてタイトルを賭けて対戦するもホミサイドがフォールされタイトルを手放してしまう。その後はAJスタイルズとトラヴィス・トムコが所持するTNA世界タッグチーム王座（後にエリック・ヤングとカズがタイトルを奪い取るも返上）を獲得するためにザ・ロック・レイヴ・インフェクション（ジミー・レイブとランス・ロックのタッグ）やモーター・シティ・マシンガンズ（アレックス・シェリーとクリス・セイビンのタッグ）を破り、08年5月11日のSacrificeでチーム3Dに勝利しTNA世界タッグチーム王座を獲得。しかし、8月10日のHard Justiceにてビア・マネー・インク（ジェームズ・ストームとロバート・ルードのタッグ）にタイトルを奪われてしまう。

#### マット・モーガンとの共闘、抗争（2009-2010）

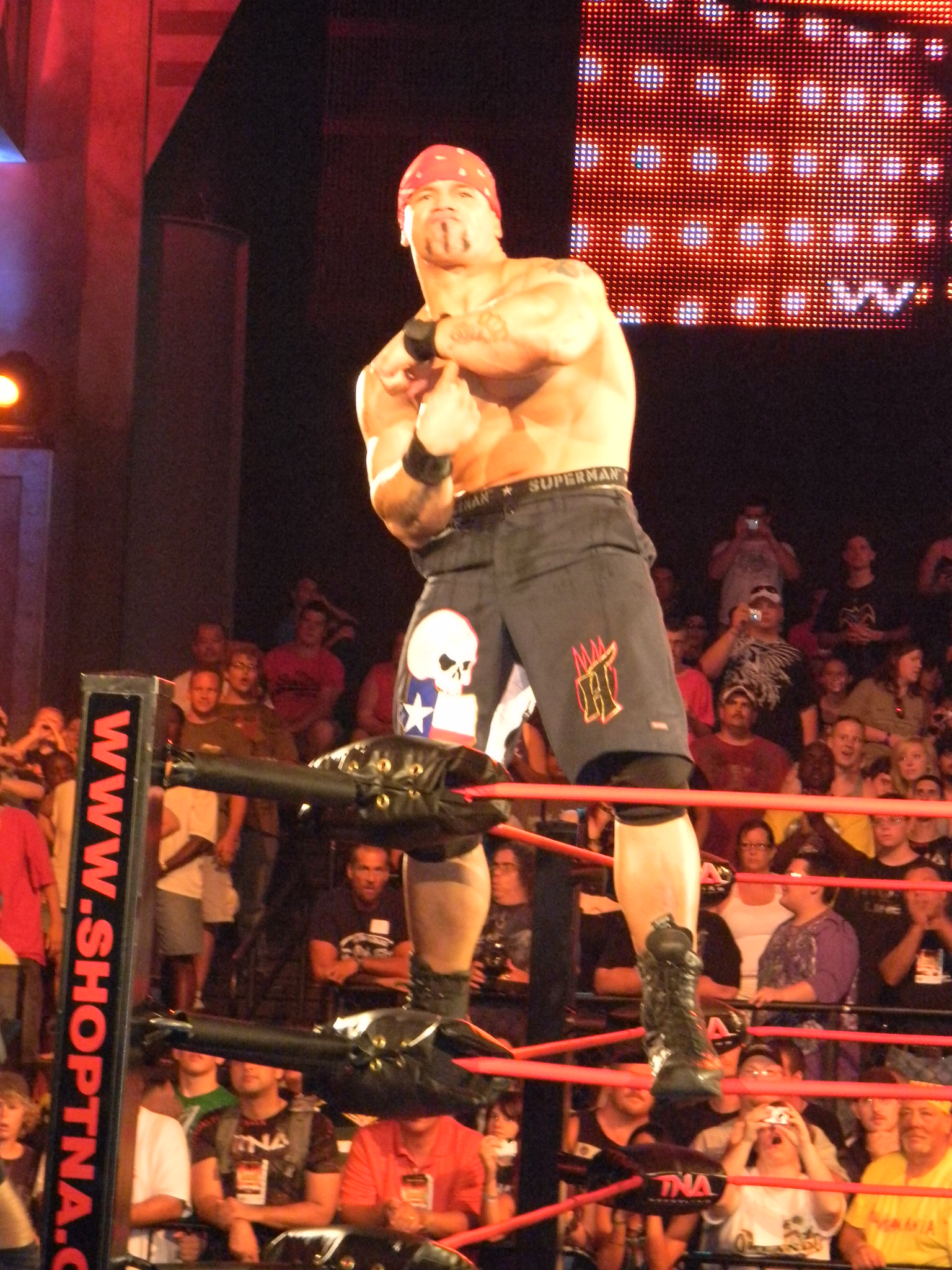
コーナーポストでポーズ

4月30日のImpact!にて、ブリティッシュ・インベンションのダグ・ウィリアムズ、マグナス、ロブ・テリーに襲われ欠場する（首の怪我を治療するためのアングル）。7月23日のImpact!にてサモア・ジョーとタズに襲われているホミサイドを救出するために復帰するものの、9月10日のImpact!にてホミサイドが裏切りLAXは解散する。09年のNo SurrenderにてメインのTNA王座戦に参加するも乱入され獲得できず、しばらくはシングルプレイヤーとして活動する。
シングルで活動をするようになるとTNAの若手レスラーの起用に反目するようになり、それがきっかけでマット・モーガンやディアンジェロ・ディネロと行動を供にするようになり、TNA側のライノやチーム3Dと抗争し、Final Resolutionにてチーム3D、ライノ、ジェシー・ニールと前述の3人で対決して勝利する。
意気投合したマット・モーガンと、ブリティッシュ・インベンションの持つTNA世界タッグチーム王座に狙いを定め、タイトル獲得へ何回もアピールを繰り返し、10年１月のGenesisにてブリティッシュ・インベンションからTNA世界タッグチーム王座を奪取した。しかし、2月のAgainst ALL Oddsの8カード・スタッド・トーナメントで対戦した際にちょっとしたラフプレイによりモーガンが勝つがこれが原因で不仲になっていく。3月のDestination Xではでビア・マネー・インクに誤爆を繰り返しながらも勝利する。試合後モーガンはヘルナンデスを掴みかかってしまい、より不仲になってしまう。
翌日のImpact!でのモーガンとの試合中に串刺し式ビックブートを食らった際に首をポストに強打してしまい古傷を再び痛めてしまう（試合はレフェリーストップ）。そのため、4月5日のImpact!にてモーガンが唯一のタッグチームチャンピオンと宣言し、1人でタッグチーム王座のチャンプとなった。
2ヵ月後の6月には復帰したが、復帰早々モーガンを攻撃して裏切り、タッグを解消し抗争へと移ったSlammiversaryとVictory  Roadでスチールケージ・マッチ形式でモーガンと対戦して勝利し、抗争を一時的に終了。抗争を終えるとTNAから一時的に離脱し、AAAへ参戦していた。

#### メキシカン・アメリカ（2011-2012）

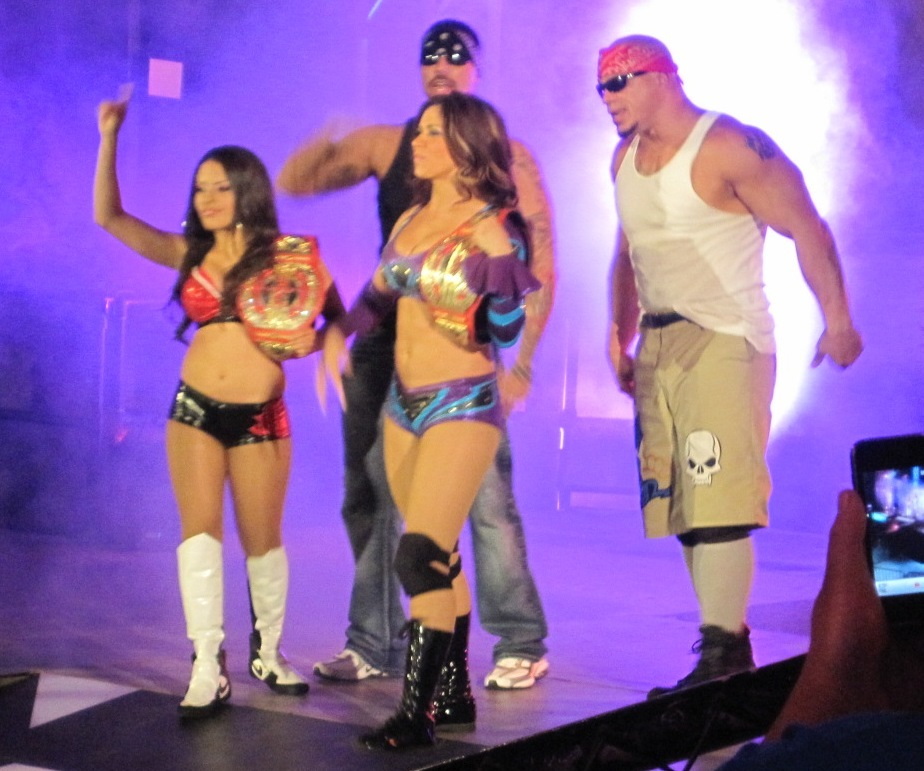
メキシカン・アメリカ全員での入場

2011年2月10日にヘルナンデスはイモータルのエリック・ビショフに雇われる形でヒールとしてTNAに復帰し、マット・モーガンと再抗争し始めた。そしてロシータとサリータと合流、3月13日のVictory Roadでマット・モーガンに勝利し、ロシータ、サリータ、ヘルナンデスのコンビはメキシカン・アメリカ（Mexican America）と名乗るようになった。
メキシカン・アメリカはマット・モーガン、ウィンター、アンジェリーナ・ラブと対戦するが敗北してしまうも、試合後に観客がモーガンを攻撃する珍事が発生。（この観客はメキシカン・アメリカの新メンバーであるアナーキアだった。）そして4月のLockdownにマット・モーガンとケージ・マッチで戦うも敗北し、マット・モーガンとの抗争は終了する。
5月のPPVであるSacrificeでインク・インク（シャノン・ムーアとジェシー・ニールのタッグ）に勝利し、アレックス・シェリーとジェームズ・ストーム（本来はビア・マネー・インクが持っていたが、ロバート・ルードが負傷したためアレックス・シェリーが一時的なパートナーとして保持していた）の持つTNA世界タッグ王座にアナーキアと共にタイトル挑戦を主張し始めた。7月のImapctにて世界タッグ王座に挑戦するためのアピールとして、ロシータの助けを借り、ヘルナンデスとアナーキアはブリティッシュ・インベンション（ダグラス・ウィリアムスとマグナスのタッグ）に勝利し、8月のHardcore Justiceにてビアマネー・インクと対戦し、敗北してタイトル獲得は失敗してしまうも、2日後のImpactにてメキシカン・ヘビー王座のジェフ・ジャレットの助けを借りつつビア・マネー・インクを破りタイトルを奪取する。
9月のNo Surrenderにてディーボン、ディアンジェロ・ディネロ組とタイトルを賭け戦い、ロシータ、サリータの介入を挟みつつ勝利する。10月のBound for Gloryのダークマッチでインク・インク相手に防衛。11月13日のTurning Pointでタッグのベルトを賭け、メキシカン・アメリカはサリータと組み、インク・インクとトキシンの6人タッグマッチで対戦し、勝利する。しかし、その後の通常放送でマット・モーガン、クリムゾン組にタイトルを奪取されてしまう。
アナーキアと共にリマッチ権を行使しリマッチするも敗北し、再び一時的に離脱する。その後三ヵ月後の2012年3月22日に復帰し、再びアナーキアと共にタッグ王座（この時のチャンプはメキシカン・アメリカを破ったクリムゾンとマット・モーガン組ではなく、そのタッグを破ったサモア・ジョーとマグナス組）に挑戦するも負けてしまう。

#### チャボ・ゲレロ・ジュニアとのタッグ（2012-2014）

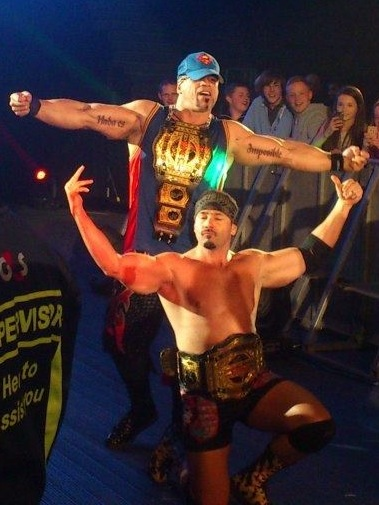
タッグ王座をアピールするヘルナンデスとチャボ

4月になるとパートナーであるアナーキアがTNAから解雇されると同時にヘルナンデスも離脱してしまう。その後ストーリーに組まれるわけでもなく、6月のPPVであるSlammiversaryでキッド・キャッシュとシングルを行い勝利し復帰する。そして通常放送でディーボンのオープンチャレンジでTNATV王座に挑戦するも敗北してしまう。
同じく6月にWWEから離脱し、TNAに参戦したチャボ・ゲレロ・ジュニアの登場スピーチを妨害したガンナーとキッド・キャッシュをチャボ共に追い払いタッグ活動を始める。8月のHardcore Justiceでチャボとタッグを組み、ガンナー、キッド・キャッシュ組と対戦し勝利している。
9月になるとハルク・ホーガンにより、クリストファー・ダニエルズとカザリアンの持つTNA世界タッグチーム王座に挑戦権を与えられるが、負けてしまう。しかし、10月14日のBound for Gloryの王座組のダニエルズとカザリアン、AJスタイルズとカート・アングルの3wayマッチにてタッグ王座を獲得する。11月のTurning Pointで前王者組からのリマッチを受けるも防衛している。12月のFinal Resolutionでもジョーイ・ライアン、マット・モーガンを相手に防衛を成功、2013年1月のGenesisで再び同じ相手にタイトルを防衛をしている。しかし、マンチェスターで収録したImpact Wrestlingでオースチン・エイリースとボビー・ルードのタッグに負け王座を失ってしまう。
3月のLockdownでバッド・インフルエンス（カザリアン、クリストファー・ダニエルズ）を加えた3way形式でリマッチをするも敗北。次のImpact!でタイトル戦を行う前にエイシズ・アンド・エイツに待ち伏せされ翌週に流されてしまい、再びタッグ王座に挑戦するもバッド・インフルエンスの介入により敗北してしまう。その後バッド・インフルエンスとのタッグ王座への挑戦権を賭けた試合を制し権利を獲得。4月11日のImpact Wrestlingにて負けたらタッグ解消を条件に2本先取の3本勝負形式に勝利し王座を獲得している。25日に前王者とのリマッチを行い、バッド・インフルエンスの執拗な介入を受けながらも防衛に成功している。6月のSlammiversary XIで前王者、バッド・インフルエンスにガンナー、ジェームス・ストームを加えた4way形式のタイトルマッチで敗れ王座から陥落。
12月にチャボ・ゲレロが解雇されるとタッグは自然解消となり、ヘルナンデス自身も徐々に出番が減り2014年4月13日に解雇となった。

### インディー復帰(2014-2015）
TNAから離れるとアメリカやメキシコのインディー団体に参戦するようになり、6月にChikaraに初参戦。チャボ・ゲレロ、ホミサイドと共に2014 King of Triosに参加するも初戦で負けている。10月にWWCに参戦している。
2015年にAAAのルチャ・アンダーグラウンド（Lucha Underground）と契約したことを発表。コナンやルチャ・アンダーグラウンド王座保持者のプリンセス・プーマと行動を共にするも、4月に王座への挑戦権を獲得すると5月には試合後のプリンセス・プーマを裏切っている。

### TNA復帰（2015-現在）
2015年6月にライジングを襲撃する形で再登場し、復帰と同時にビート・ダウン・クランに加入。

## その他
- TNAとAAAの提携のためにAAAに06年と10年に参戦している。
- リズという娘がおりパワーリフティングをしている。
- 日本で試合をしていた頃はカート・アングルのオマージュレスラー（リングネームは本名のショーン・ヘルナンデス）として活動していた。この時は現在のようなコスチュームではなく、アングルと同じように、レスリングのコスチュームだった。
- 2012年の2月にアンドレ・アルバレスと一緒にテキサス州ヒューストンにてラティーノ・レスリング・エンターテイメント（LWE）という新しいプロレス団体のプロモーションを開始した。

## 得意技

### フィニッシュ・ホールド
ボーダー・トス
前屈状態の相手の頭を自身の股下に差し込み。相手はカナディアン・バックブリーカーの形でそのまま相手の体を自身の右肩の上に担ぎ上げてその状態で自身の右腕で相手の左脇下を、自身の左腕で相手の右脇下でそれぞれ持ちハイジャック・バックブリーカーの形で自身の両腕を高々と伸ばして旋回しながら放り投げてマットに叩きつける荒技。雪崩式で放つバージョンの2種類を使用。
インディー時代はメガ・ボムの技名で使用していた。
オリンピック・ドロップ
相手をカナディアンバックブリーカーに担ぎ上げて、相手を反転させて自身は、尻もちをついて自身の右側に相手の顔面から上半身をマットに叩きつける変形フェイスバスター。
2009年から2011まで使用し、一時期は使用を控えていたが2015年からフィニッシャーとして再び使用している。
ダイビング・ボディー・プレス
トップコーナーからのダイビング・スプラッシュ。2009-2010年の間だけ使用していたフィニッシュ。
変型パワーボム
ブロックバスターの体勢から相手を一気に持ち上げてからのシットダウン・パワーボム。2008-2009年の間だけ使用してたフィニッシュ。

### 打撃技
エルボー
エルボー・スタンプ
バックハンド・チョップ
チョップ・スマッシュ
ナックルパンチ
ヘッドロック・パンチ
クローズライン
エア・メキシコ
リング内から助走をつけてノータッチで場外の相手へダイブして体ごとぶつける、ノータッチ・プランチャと同型。
ゲット・ミー・オフ
ハイ・インパクト・ショルダー・タックル
主に走ってきた相手へのカウンター式で使用している。
シングルショット式ショルダー・タックル

### 投げ技
サモアンドロップ
クラッカージャック
ヘルナンデスのオリジナル技。
相手の喉を両手で鷲掴みにしてネックハンギングツリーの体勢で持ち上げ、ブリッジをしながら手を離して後方に反り投げる。オーバー・ヘッド式フロント・スープレックスの様に後方へ投げ捨てる。雪崩式で使うバージョンも使用。
変型カナディアンバックブリーカー
カナディアンバックブリーカーの体勢からマットに膝を着く変型バックブリーカー
スープレックス
スーパープレックス
滞空式ブレーンバスター
ハイアングルスパイン・バスター
変形高角度スパイン・バスター
旋回式シットダウン・パワーボム

### 反則技
ローブロー
ローブロー・キック
シャツを使った首絞め

## 獲得タイトル
TNA

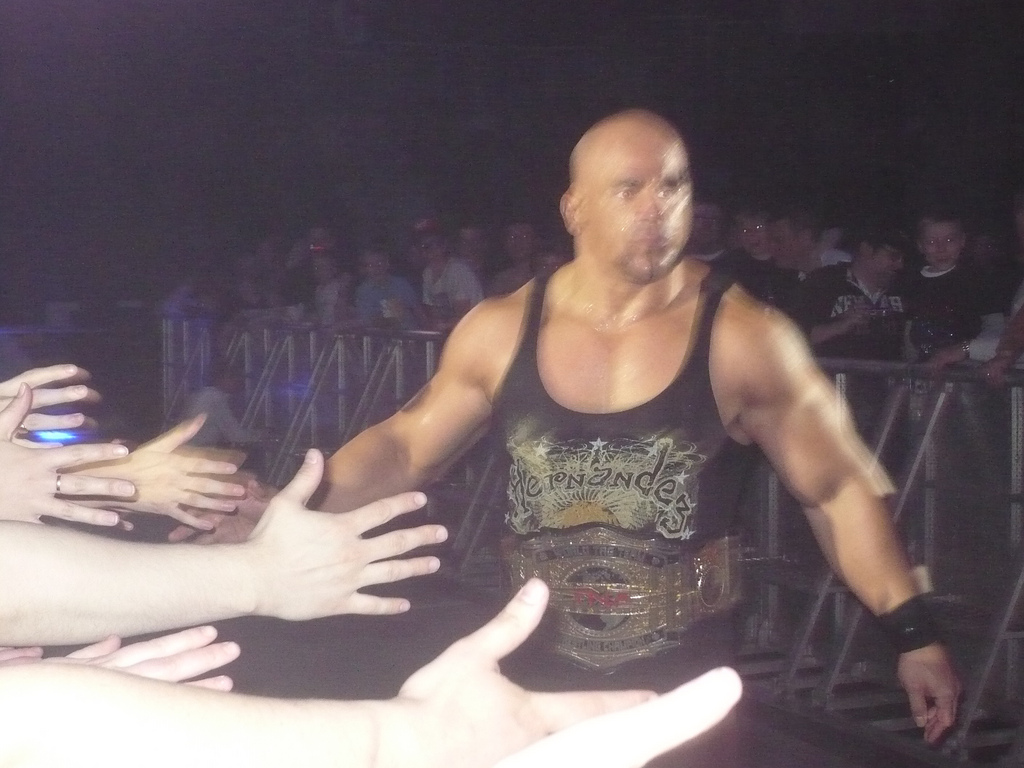
TNA世界タッグチーム王座

- NWA世界タッグチーム王座：2回（w/ホミサイド）
- TNA世界タッグチーム王座：5回（w/ホミサイド、マット・モーガン、アナーキア、チャボ・ゲレロ・ジュニア×2回）

ETW（Extreme Texas Wrestling）
- ETWテキサス王座：1回

FEW（Full Effect Wrestling）
- FEWヘビー級王座：1回

IWA（International Wrestling Association）
- IWA世界タッグチーム王座：1回（w/ホミサイド）

JAPW（Jersey All Pro Wrestling）
- JAPWタッグチーム王座：1回（w/ホミサイド）

NWAフロリダ
- NWAナショナルヘビー級王座：1回

NWAサウスウェスト
- NWAテキサスヘビー級王座：3回

NWAワイルドサイド
- NWA北米アメリカヘビー級王座：1回
- NWAワイルドサイド・ヘビー級王座：1回

RCW（River City Wrestling）
- RCWヘビー級王座：1回

TASW（Texas All Star Wrestling）
- TASWヘビー級王座：1回
- TASWタッグチーム王座：1回（w/ミニスタッフ）
- TASWハードコア王座：1回

TWE（Texas Wrestling Entertainment）
- TWEヘビー級王座：1回

XCWレスリング
- XCWヘビー級王座：1回
- XCWTNT王座